# Дашдемиров, Ариф Нуреддин оглы
Ариф Нуреддин оглы Дашдемиров (азерб. Daşdemirov Arif Nurəddin oğlu; род. 10 февраля 1987, Махачкала) — азербайджанский футболист, полузащитник.

## Биография

### Клубная карьера
Начинал с дворового футбола. В возрасте 12 лет вместе с друзьями пошёл записываться в футбольную секцию «РДЮСШОР № 2», которую называют маркаровской. В школе их встретил один из тренеров Илья Равилович Хаметов, который предложил посмотреть ребят в игре против своих воспитанников, занимавшихся у него в течение года-двух лет. Новички проиграли со счётом 10-1, а единственный мяч за свою команду забил тогда Ариф Дашдемиров. Его, единственного из всех, и взяли в школу. Тренер пробовал его на разных позициях, однако лучше всего он играл на левом фланге полузащиты, несмотря на то что был правшой.
В 2004 году, после товарищеского матча против сверстников из грозненского «Терека», на котором побывали азербайджанские селекционеры, ему было предложено выступать за юношескую сборную Азербайджана. Вскоре был заявлен кусарским «Шахдагом», который выступал в высшей азербайджанской лиге, за который провёл два года.
В 2006 году перешёл в «МКТ-Араз» (на правах аренды), с которым провёл два матча против молдавского «Тирасполя» в рамках Кубка Интертото. Дебютировал в домашнем матче, выйдя на замену Игорю Маковею.
Позже играл в «Масаллы», бакинском «Стандарде» и «Габале». В июне 2010 года на правах свободного агента перебрался в бакинский «Интер».

### Карьера в сборной
В 2004 году был получив приглашение от юношеской сборной Азербайджана до 17 лет провёл за команду три матча: против Турции, Уэльса и Грузии. После чего последовало приглашение в сборную, составленную из игроков до 19 лет, в которой он провёл также три матча, забил 1 мяч. Однажды, в рамках отборочного турнира в Люксембурге, Дашдемирову пришлось играть против своего бывшего партнера по махачкалинской школе Махача Гаджиева, который завершился победой россиян со счётом 3:0.
В мае 2010 года бы вызван в сборную Азербайджана, которая готовилась к товарищеской игре против сборной Гондураса, которая проходила в Австрии. В заявку на матч Дашдемиров попал, однако на замену так и не вышел. В декабре 2010 был приглашён на учебно-тренировочный сбор национальной сборной.
27 февраля 2012 года дебютировал за сборную, выйдя на замену за место Раиля Меликова в товарищеском матче против Индии, проходившем в ОАЭ.